# Icauna
Icauna ist eine gallische Göttin, die als Flussgottheit der Yonne verehrt wurde. Diese Verehrung wird durch eine Weiheinschrift bezeugt, die am Beginn des 18. Jahrhunderts bei Auxerre im Département Yonne (dem antiken Oppidum Autessiodorum in der römischen Provinz Gallia Lugdunensis) gefunden worden war, heute aber als verschollen gilt:
AUG(USTO) SACR(UM) DEAE / ICAUNI / T(ITUS) TETR(I)CIUS AFRICAN(US) / D(E) S(UO) D(EDIT) D(EDICAVIT)
Ob ein Zusammenhang mit dem im Gebiet des heutigen Norfolk und Suffolk in Britannien wohnhaften Keltenstammes der Icener, bekannt durch die Königin Boudicca, besteht, – eventuell im Zuge einer frühgeschichtlichen Wanderbewegung von Gallien nach Britannien – kann nicht belegt werden.